# 千種顕経
千種 顕経（ちぐさ あきつね）は、南北朝時代の公卿・武将。参議・千種忠顕の四男。官位は正二位・権大納言。南朝に仕えた。

## 経歴
正平一統時は少納言少将と丹波国司を兼任して同国に下っていたが、正平7年/観応3年（1352年）閏2月同国守護代荻野朝忠を追い、500余騎の軍勢を率いて唐櫃越から入洛する。西七条に火を放ち、北畠顕能・楠木正儀らと共に幕府方の細川顕氏・頼春を破って、足利義詮を近江国へ敗走させた（七条大宮の戦い）。正平9年/文和3年（1354年）9月宗良親王の配下で新田義興・脇屋義治らと共に越後国宇加地城を攻撃した「千種相掌家」も顕経のことであろうと言われている。
その後は後村上天皇に伺候したらしく、口宣案・綸旨の奉者として名が見られ、具体的には正平13年/延文3年（1358年）から翌々年にかけて「蔵人頭左近衛権中将」、正平16年/康安元年（1361年）に左中将の自署を残している。
さらに歌人として、正平19年/貞治3年（1364年）1月の内裏歌会や翌正平20年/貞治4年（1365年）の内裏四季歌合に詠進したが、同年の『内裏三百六十首歌』に詠進している「弼宰相中将」も顕経のことと考えられるので、当時既に参議として公卿に列し、弾正大弼・左中将を兼任していたことになる。その後は累進して権大納言に至り、天授元年/永和元年（1375年）頃と推定される『住吉社三百六十番歌合』にも出詠したが、この間の官歴については史料を欠くために明らかにし難い。
『南朝公卿補任』によれば、天授3年9月4日（1377年10月6日）薨去。和歌は『新葉和歌集』に4首入集する。

## 系譜
- 父：千種忠顕（?-1336）
- 母：不詳
- 妻：不詳
- 猶子
  - 男子：千種雅光 - 中院光興の子